# 河南市

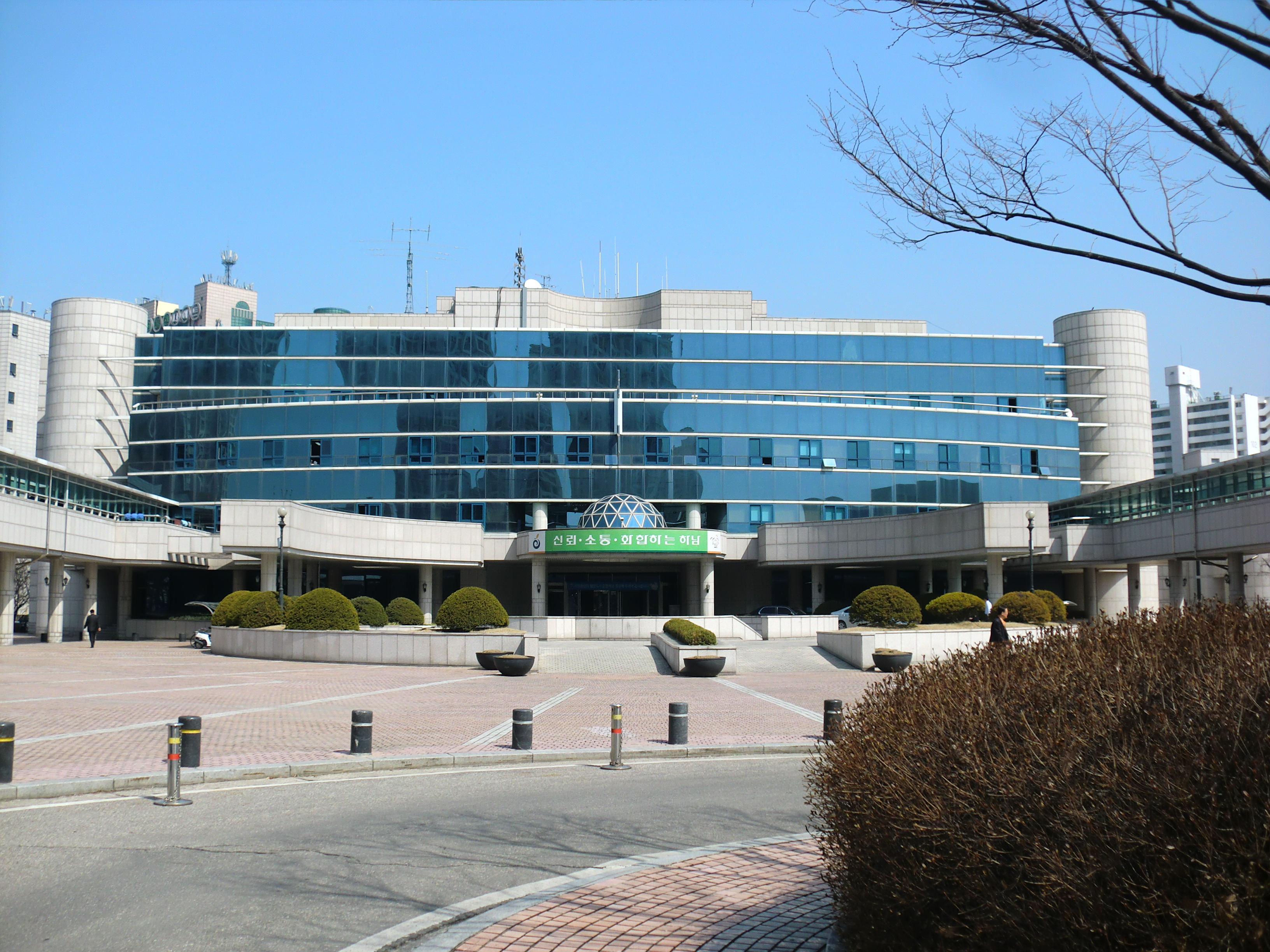
河南市庁

河南市（ハナムし/かなんし）は、大韓民国京畿道の中部にある市。ソウル特別市（市庁）から東へ20kmに位置し、ソウルのベッドタウンとなっている。

## 歴史
- 1989年1月1日 - 広州郡東部邑・西部面および中部面上山谷里をもって河南市を設置。

## 行政区域

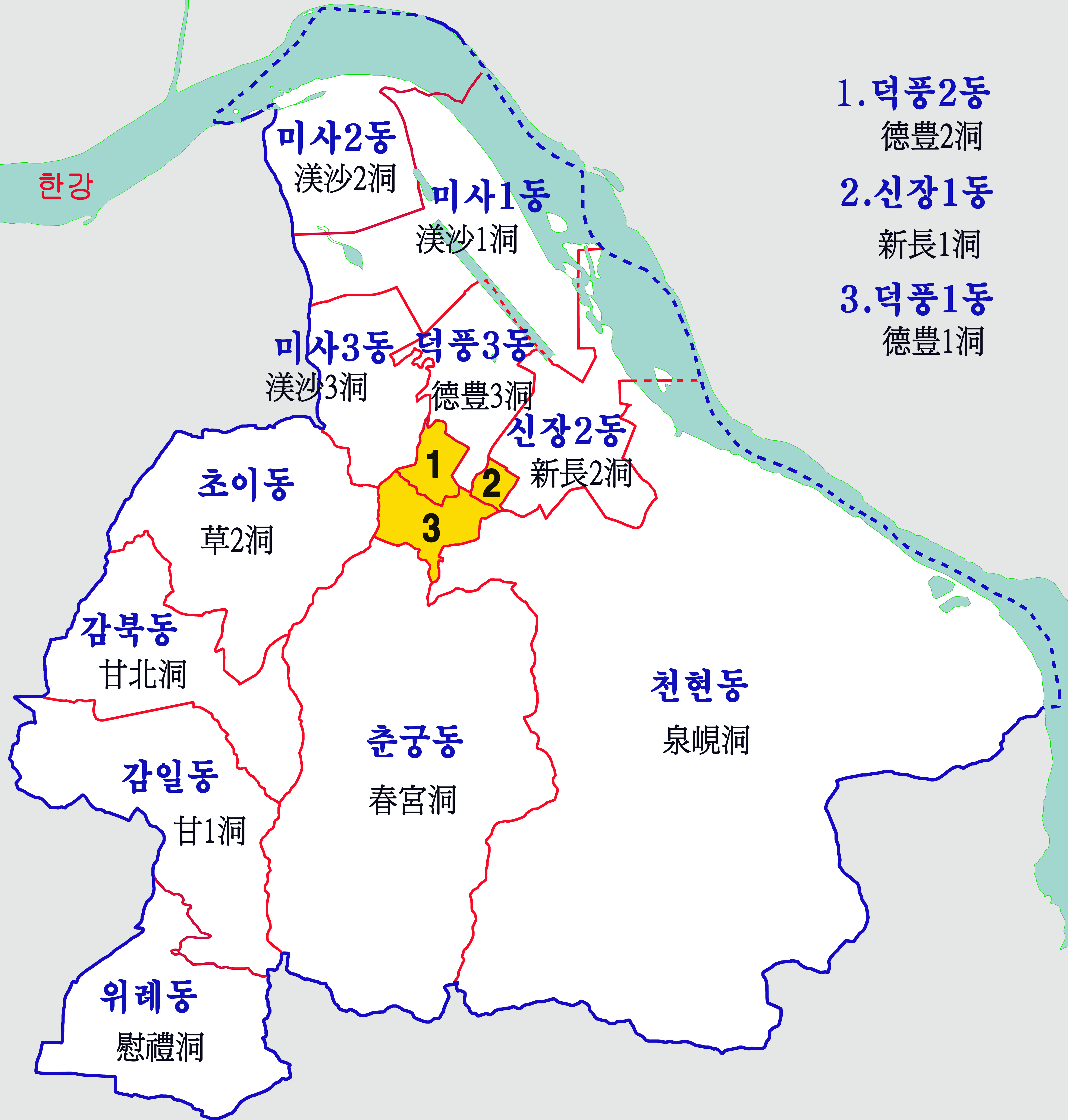
行政区域図

| 行政洞  | 法定洞                                       |
| ------- | -------------------------------------------- |
| 泉峴洞  | 泉峴洞、下山谷洞、倉隅洞、拝謁尾洞、上山谷洞 |
| 新長1洞 | 新長洞                                       |
| 新長2洞 | 倉隅洞、新長洞、堂亭洞                       |
| 徳豊1洞 | 徳豊洞                                       |
| 徳豊2洞 | 徳豊洞                                       |
| 徳豊3洞 | 徳豊洞                                       |
| 渼沙1洞 | 望月洞、渼沙洞                               |
| 渼沙2洞 | 望月洞、船洞                                 |
| 渼沙3洞 | 豊山洞                                       |
| 甘北洞  | 甘北洞、甘一洞、甘二洞、広岩洞               |
| 甘一洞  | 甘一洞、甘二洞                               |
| 慰礼洞  | 甘二洞、鶴岩洞                               |
| 春宮洞  | 校山洞、春宮洞、下司倉洞、上司倉洞、項洞     |
| 草二洞  | 草一洞、草二洞、広岩洞                       |

## 観光
- 黔丹山
- 渼沙里漕艇競技場
  - ソウルオリンピックのカヌー・ボート競技で使用され、現在は韓国唯一の競艇場も併設されている。
- 亀山聖堂
- 広州郷校

## イベント
- 河南二聖文化祭

## 交通

### 鉄道
- ソウル交通公社5号線（河南線）
  - 渼沙駅 - 河南豊山駅 - 河南市庁駅 - 河南黔丹山駅

### バス
- 仁川国際空港・金浦国際空港行き空港バスは、市庁前に乗降場がある（徳沼駅発着）。
- 市外バスは市庁前より大田などへの便があるが本数は少ない。
- ソウル市のバスが江南駅・江東駅から乗り入れるほか、ソウル駅からの広域バス・江辺駅・蚕室駅などからの京畿道バスが多数運行。

### 高速道路
- 統営-大田・中部高速道路
  - 山谷ジャンクション - 東ソウル料金所 - 河南インターチェンジ - 河南サービスエリア（統営方向のみ）- 河南ジャンクション
- 第二中部高速道路
  - 山谷ジャンクション
- ソウル外郭循環高速道路
  - 西河南インターチェンジ - 河南ジャンクション

### 国道
- 国道43号線 (韓国)（朝鮮語版）

## 姉妹都市
- リトルロック市（アメリカ合衆国アーカンソー州）
- ラ・パルマ市（アメリカ合衆国カリフォルニア州）
- 乳山市（中華人民共和国山東省）

## 河南市を舞台とした作品

### 映画
- 小説家の映画（2022年、ホン・サンス監督）